# Résenlieu
Résenlieu, vormals Rézenlieu, ist eine französische Gemeinde mit 174 Einwohnern (Stand: 1. Januar 2022) im Département Orne in der Region Normandie. Sie gehört zum Kanton Vimoutiers und zum Arrondissement Mortagne-au-Perche.
Nachbargemeinden sind Saint-Evroult-de-Montfort im Norden, Gacé im Osten, Croisilles im Süden und Ménil-Hubert-en-Exmes im Westen.

## Bevölkerungsentwicklung
| Jahr      | 1962 | 1968 | 1975 | 1982 | 1990 | 1999 | 2008 | 2015 |
| --------- | ---- | ---- | ---- | ---- | ---- | ---- | ---- | ---- |
| Einwohner | 229  | 184  | 173  | 171  | 185  | 198  | 194  | 178  |

## Persönlichkeiten
- Jean Victor Coste (1807–1873), Arzt, in Résenlieu gestorben